# Volcán Las Ánimas

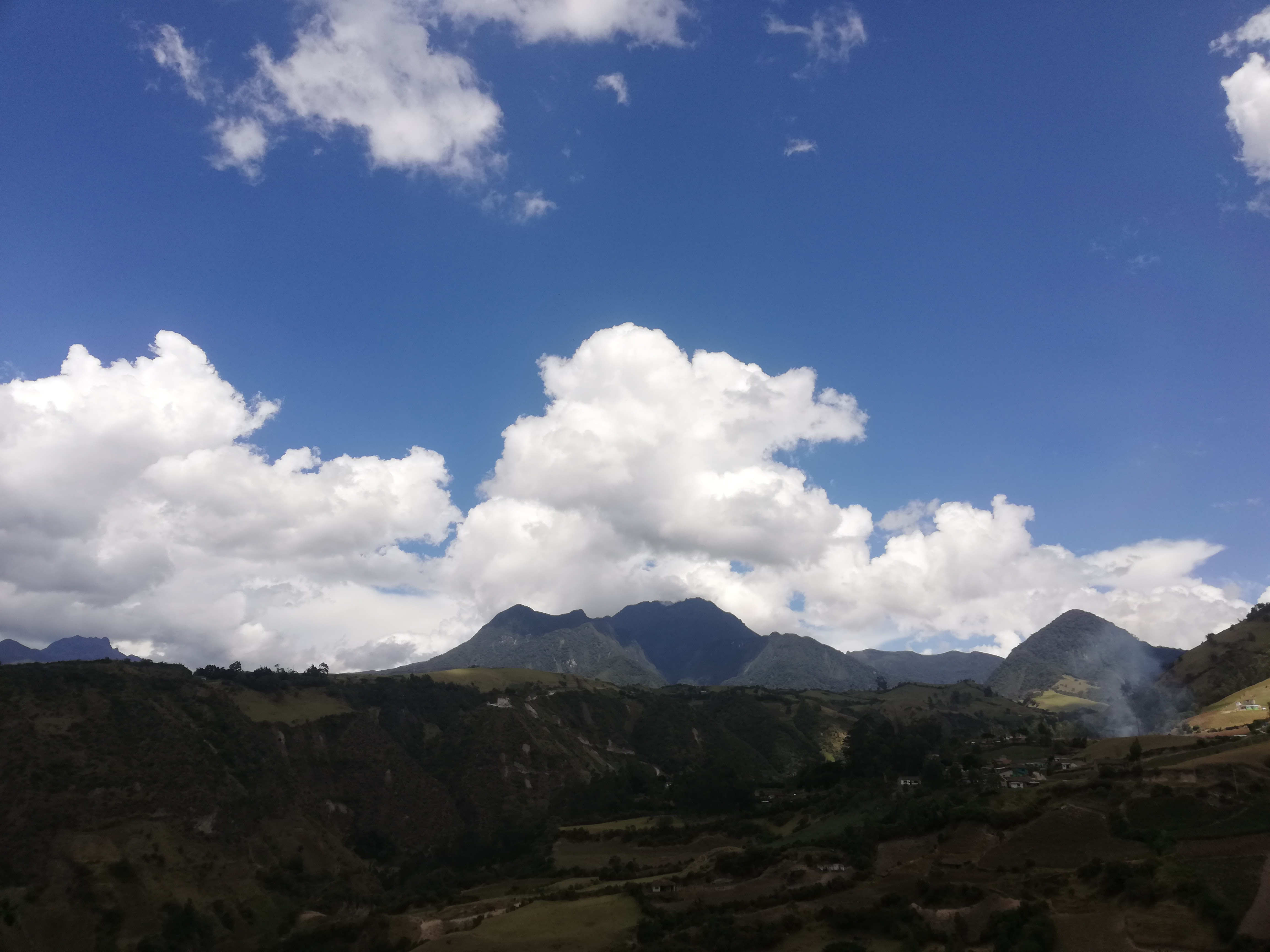
Volcán las ánimas, foto desde Tajumbina, la Cruz Nariño.

Las Ánimas es un estratovolcán ubicado en el departamento de Nariño, en límites con el departamento del Cauca en Colombia. El volcán hace parte del Parque nacional natural Complejo Volcánico Doña Juana-Cascabel junto con los cercanos volcanes Doña Juana y Petacas. Cuenta con una cumbre de forma redondeada, de difícil ascenso.
Según una leyenda de los indígenas Chincha: Juanita, una hermosa Quiteña, se enamoró de Pedro, un plebeyo, pero al oponerse a la familia al matrimonio huyeron, siendo víctimas de una maldición de su madre, Mamá Juana, que los convirtió en volcanes., Juanita se transformó en el cercano volcán Doña Juana, una maleta con otro que llevaba consigo se transformó en el cercano volcán Petacas y sus mulas de carga se transformaron en el volcán Las Ánimas.
Con una altura de 4175 m s. n. m., Las Ánimas se localiza a unos 11 km al noreste del volcán Doña Juana y a 12 km al suroeste del volcán Petacas, en su zona de influencia se ubican los municipios La Cruz, San Pablo, Las Mesas, La Unión, Colón, San Bernardo, (Nariño)  y Florencia, Bolívar y Santa Rosa (Cauca).
Actualmente se considera activo y estable y aunque no se tienen registros históricos de eventos eruptivos, el SGC monitorea en su conjunto a los tres volcanes para determinar su nivel de riesgo, dado que hay presencia de fuentes termales y el cercano volcán Doña Juana ha presentado diversos eventos eruptivos en el último siglo.